# Хронология арабо-израильского конфликта
Арабо-израильский конфликт — противостояние между рядом арабских стран, а также арабскими военизированными радикальными группировками, поддерживаемыми частью коренного арабского населения подконтрольных (оккупированных) Израилю палестинских территорий, с одной стороны, и сионистским движением, а затем и Государством Израиль, с другой. Хотя Государство Израиль было создано только в 1948 году, фактически история конфликта охватывает около столетия, начиная с конца XIX века, когда было создано политическое сионистское движение, положившее начало борьбе евреев за собственное государство.

## До создания Государства Израиль
| год                          | событие |
| ---------------------------- | --- |
| 2 ноября 1917                | Декларация Бальфура. Письмо министра иностранных дел Великобритании А. Дж. Бальфура лорду Л. У. Ротшильду, в котором провозглашается, что Великобритания поддерживает идею создания «национального дома для еврейского народа» в Палестине при условии соблюдения им прав местных арабов. |
| 1918                         | Распад Османской империи, Сирия провозглашает независимость. |
| 1919                         | Руководитель «Великого арабского восстания против турок» эмир Фейсал подписал с Хаимом Вейцманом и другими сионистскими лидерами соглашение о признании «расового родства и древних связей, существующих между арабским и еврейским народами». В соглашении содержался призыв «…поддерживать и стимулировать крупномасштабную иммиграцию евреев в Палестину, способствовать еврейским иммигрантам как можно быстрее обосноваться на земле, поощрять плотное заселение и интенсивную культивацию почвы». При этом Фейсал сделал оговорку, что условием данного соглашения было выполнение его требований со стороны Великобритании. |
| 19—26 апреля 1920            | Конференция в Сан-Ремо (Италия). Заседание Верховного совета держав Антанты, при участии премьер-министров Великобритании (Д. Ллойд Джордж), Франции (А. Мильеран), Италии (Ф. Нитти). Япония была представлена послом Мацуи. Американский представитель прибыл на конференцию в качестве наблюдателя. На конференции рассматривался вопрос о распределении мандатов Лиги Наций на арабские страны. По решению конференции Великобритания получила мандаты на Палестину (включая территории к востоку от реки Иордан) и Ирак (включая Мосул), Франция — на Сирию и Ливан. |
| 19—26 апреля 1920            | Держателю мандата вменялось в обязанность оказывать местным общинам содействие в управлении страной до тех пор, «пока они не созреют окончательно для обретения независимости». |
| 1920                         | Принято решение о переходе территории Трансиордании из зоны французского мандата в британский. |
| 1920                         | Создание Арабского палестинского конгресса |
| апрель 1920                  | Беспорядки в подмандатной Палестине в Иерусалиме и Галилее против британского мандата и еврейской иммиграции. Демонстранты нападали на евреев как внутри Старого города, так и за его пределами, неподалёку от Яффских ворот. Пять евреев были убиты и около двухсот ранены. |
| 1921                         | На территориях к востоку от реки Иордан (77—78 % от территории британского мандата), Великобританией создан эмират Трансиордания. |
| май 1921                     | Евреи, проживавшие в Яффе, подверглись нападению арабов. На следующий день погромы перекинулись и на окрестные населенные пункты, охватив в течение нескольких дней Петах-Тикву, Хадеру и Реховот. Два небольших района Петах-Тиквы были оставлены местными жителями и разрушены до основания. В ходе беспорядков погибли 47 евреев (практически все — в Яффе и его окрестностях) и 146 были ранены. Среди арабов погибло 48 человек, и 73 было ранено. Только вмешательство британской армии, которая действовала решительно, остановило беспорядки. Практически все убитые и раненые среди арабов были участниками столкновений с армией и полицией. |
| 14 мая 1921                  | Верховный комиссар Герберт Сэмюэл, идя навстречу арабам, объявил о временном прекращении приема еврейских репатриантов. |
| 1922                         | Мустафа Кемаль (Ататюрк) провозглашает Турецкую республику, Великобритания признаёт независимость Египта. |
| июль 1922                    | Лига Наций официально утверждает мандат Великобритании на управление Палестиной. |
| 1922                         | Франция получает мандат Лиги Наций на управление Сирией. |
| 1922                         | Белая книга У. Черчилля. Наряду с подтверждением Декларации Бальфура утверждалось, что Декларация Бальфура предусматривала «не провозглашение всей Палестины еврейским национальным очагом, но создание такого очага на территории Палестины». В отчёте также предлагалось учредить Законодательный совет, возглавляемый верховным комиссаром. |
| 1922                         | Исполнительный комитет Сионистской организации неохотно согласился с политической линией, намеченной Белой книгой Черчилля, тогда как палестинские арабы категорически её отвергли. |
| 1926                         | Ибн Сауд становится королём Хиджаза и Неджда (с 1932 — Саудовская Аравия). |
| 1926                         | В Ливане провозглашена республика. |
| август 1929                  | Беспорядки под лозунгами: отмена английского мандата, предоставление Палестине независимости, отмена декларации Бальфура, прекращение иммиграции евреев и продажи им земли. Произошли ожесточенные столкновения и еврейские погромы в Иерусалиме, Хевроне, Хайфе, Наблусе, Яффе, Акко, Цфате, в ходе которых были убиты и ранены более 500 евреев. Тысячи добровольцев из Трансиордании, Сирии, Египта пытались прийти через границу на помощь восставшим. Порядок был восстановлен только благодаря прибытию английского военного подкрепления из Египта. При помощи авиации английские войска в течение недели подавили восстание. |
| август 1930                  | Министр колоний лорд С. Дж. Уэбб (барон Пассфилд), основываясь на отчётах Комиссии В. Шоу и Дж. Хоуп-Симпсона, опубликовал Белую книгу Пассфилда, в которой отрицал роль Декларации Бальфура о создании еврейского национального очага в качестве основы политики британского правительства в Палестине. При определении понятия «экономической ёмкости» страны для абсорбции новых иммигрантов предполагалось учитывать безработицу не только среди евреев, но и среди арабского населения. Еврейская иммиграция должна была приостанавливаться, если она препятствовала получению работы арабами. |
| август 1930                  | В знак протеста против опубликования этой Белой книги Хаим Вейцман, президент Еврейского агентства, подал в отставку, в результате чего 13 февраля 1931 г. английский премьер-министр Рамсей Макдональд направил на его имя письмо, в котором были отменены многие антисионистские положения Белой книги Пасфилда. |
| 27 октября 1933              | Всеобщая стачка арабов в Яффо. |
| 1933                         | Вооружённые столкновения в Иерусалиме, Хайфе, Наблусе. Отряды феллахов и бедуинов нападают на еврейские поселения и английские отряды. Восстание подавлено англичанами. Выдвинувшийся в ходе беспорядков арабский лидер Абу Джильда расстрелян в 1934 году. |
| 1936—1939                    | Арабское восстание (1936—1939) под руководством Верховного арабского комитета. Вся Палестина охвачена нападениями на англичан и евреев. Попытки компромисса (английская комиссия Пиля и Вудхеда) не имели успеха. |
| июль 1937                    | Опубликован отчёт Комиссии Пиля о положении в Палестине, призывавший к её разделу на два государства: еврейское и арабское. При этом, коридор, соединявший Иерусалим с Яффой, должен был остаться под британским контролем. |
| июль 1937                    | Хотя этот план предусматривал создание арабского государства на более чем 80 % территории Палестины, лидеры еврейской общины его приняли, а арабские представители категорически отвергли. |
| июль 1937                    | Британское правительство в принципе приняло предложенный комиссией Пиля план и обязалось предпринять действия, способствующие его реализации. В переходный период было решено «запретить заключение любых земельных сделок, которые могли бы поставить под угрозу осуществление этого плана», и ограничить иммиграцию с августа 1937 г. до марта 1938 г. до восьми тысяч человек. |
| ноябрь 1938                  | Чтобы умиротворить растущее арабское недовольство, британское правительство назначило новую комиссию — на этот раз во главе с сэром Дж. Вудхедом — для проверки осуществимости плана раздела страны согласно рекомендациям комиссии Пиля. В своём отчёте Комиссии Вудхеда фактически отвергла рекомендации комиссии Пиля, придя к выводу, что политические, административные и финансовые трудности, связанные с «предложением о создании арабского и еврейского независимых государств на территории Палестины, столь велики, что такого рода разрешение проблемы практически неосуществимо». Планировалось созвать Сент-Джеймсскую конференцию с участием представителей палестинских арабов, арабских государств и Еврейского агентства для обсуждения вопросов «будущей политики, включая вопрос об иммиграции в Палестину». |
| май 1939                     | Сент-Джеймсская конференция |
| май 1939                     | После неудачи, постигшей эту конференцию, была опубликована «Белая книга Малькольма Макдональда», в которой указывалось, что «целью правительства Его Величества является основание в течение десяти лет независимого палестинского государства». Согласно этому плану, в течение последующих пяти лет количество иммигрантов-евреев не должно было превышать 75 тысяч человек, и еврейское население должно было составить 1/3 населения Палестины. По истечении пятилетнего срока въезд евреев в страну запрещался, «если арабы Палестины будут возражать против иммиграции». Земельные сделки прекращались в одних районах и ограничивались в других. Верховному комиссару предоставлялись полномочия запрещать или регулировать такие сделки. Несмотря на значительные уступки палестинским арабам, Верховный арабский комитет отверг «Белую Книгу». Сионистские организации объявили её не имеющей юридической силы, как противоречащей условиям мандата, которые могли быть изменены только Советом Лиги Наций. В британском парламенте принятие «Белой книги» едва не провалилось, а мандатная комиссия Совета Лиги Наций признала её недействительной. |
| май 1939                     | В этой Белой книге Великобритания, в сущности, отказывалась выполнять свои обязательства в отношении еврейского народа, вытекавшие из Декларации Бальфура и условий мандата. Провозглашение такой политики в период распространения нацистского господства в Европе, на пороге Второй мировой войны, когда началось массовое бегство евреев из Европы, послужило толчком для начала активной борьбы ишува против британского мандатного режима в Палестине. |
| 1939—1945                    | Катастрофа европейского еврейства, гибель 6 миллионов европейских евреев. |
| 1945                         | Образование Лиги арабских государств в Каире. |
| 29 ноября 1947               | Генеральная Ассамблея ООН приняла решение по разделу Палестины на еврейское и арабское государства, Иерусалим и Вифлеем должны были оставаться отдельной административной единицей с особым международным режимом под контролем ООН (резолюция № 181). |
| 29 ноября 1947               | Еврейские лидеры выразили своё согласие с решением ООН, несмотря на то, что в соответствии с ним самый священный для евреев город — Иерусалим, в котором они к тому же составляли большинство населения, должен был остаться за пределами еврейского государства. Палестинские арабы и арабские государства провозгласили о категорическом неприятии решения ООН, а также о намерении военным путём лишить евреев какой-либо возможности основать в Палестине собственное государство. |
| 29 ноября 1947               | Столкновения между арабами и евреями после вывода английских войск. |
| 30 ноября 1947               | На следующий день после голосования в ООН, Еврейское агентство заявило о стремлении ишува к миру и сотрудничеству с арабами. |
| 29 ноября 1947 — 14 мая 1948 | Основная статья: Первый этап Арабо-израильской войны (1947—1949) |

## 1948—1976 годы
| год                       | событие |
| ------------------------- | --- |
| 14 мая 1948               | Давид Бен-Гурион объявляет о создании независимого Государства Израиль. |
| 15 мая 1948               | Нападение войск Лиги арабских государств (Египет, Ирак, Сирия, Ливан, Йемен, Саудовская Аравия, Трансиордания) на Израиль в день окончания мандата Великобритании и провозглашения Государства Израиль. Под египетским командованием воевало подразделение армии Саудовской Аравии; Йемен объявил себя воюющей страной, но в военных действиях участия не принимал. Первый удар нанёс Арабский легион Трансиордании. Началась Арабо-израильская война 1948—1949 годов (Война за независимость Израиля). |
| 15 июля 1948              | Совет Безопасности ООН потребовал от арабских государств прекращения военных действий, угрожая в противном случае применением санкций. |
| июль — октябрь 1948       | После ряда поражений Израиль разгромил арабские армии, не имевших единого командования, и захватил контроль над 6,7 тыс. км² территории. Число арабов-беженцев составило около 600 тыс. человек. Сектор Газа отошёл под контроль Египта, Иудея и Самария (Западный берег Иордана) с Восточным Иерусалимом — под контроль Трансиордании. |
| 16 ноября 1948            | Совбез ООН принял резолюцию о прекращении военных действий в Палестине. |
| 24 февраля 1949           | Подписано соглашение о перемирии с Египтом. |
| 8 марта 1949              | Израильские войска без боя вошли в Ум Рашраш (совр. Эйлат). |
| 23 марта 1949             | Подписано соглашение о перемирии с Ливаном. |
| 3 апреля 1949             | Подписано соглашение о перемирии с Трансиорданией |
| Июнь 1949 — сентябрь 1950 | Операция «Волшебный ковёр» по эвакуации евреев из Йемена. Кульминационный момент исхода евреев из арабских стран, завершившегося в 1970-е гг. |
| 20 июля 1949              | Заключено перемирие с Сирией. |
| 7 ноября 1949             | Давид Бен-Гурион объявил Иерусалим столицей Израиля. |
| апрель 1950               | Трансиордания заявила об аннексии Западного берега реки Иордан, позже объявив входящий в него Восточный Иерусалим альтернативной столицей и неделимой частью Трансиордании, переименованной после аннексии в Иорданское Хашимитское Королевство |
| 1949—1956                 | Согласно Моше Даяну : «… после Войны за Независимость […] и до Синайской кампании Израиль не знал покоя от террористов. Банды арабских инфильтрантов, обученные и вооруженные арабскими правительствами, проникали в страну, убивали мирных жителей, устанавливали мины, подрывали водокачки и столбы линий электропередач. Египет, Сирия и Иордания фактически вели партизанскую войну против Израиля, хотя не признавали этого открыто. […] Перелом наступил только после сформирования специального „Подразделения 101“». |
| 1952—1954                 | Революция в Египте, к власти приходит Гамаль Абдель Насер. |
| 8 декабря 1954            | Провал израильской агентурной сети в Египте. Арестовано 13 египетских евреев (Дело Лавона). |
| 23 февраля 1955           | «Отряд 101» под командованием Ариэля Шарона проводит акцию возмездия на египетской территории, в ответ на вылазки террористов-федаюнов. Убито 42 египетских солдата. |
| 1956                      | Президент Насер объявляет о национализации Суэцкого канала. |
| 29 октября 1956           | Начало операции «Кадеш» (Суэцкий кризис) — Великобритания, Франция и Израиль вторгаются в Египет. За 7 дней боев заняты Синай, Газа. Полный разгром египетской армии. Взято более 5000 пленных. Отрицательная реакция в США, СССР и мире вынуждает прекратить военные действия. |
| 1958                      | Египет и Сирия образуют Объединённую Арабскую Республику, к ней присоединяется Йемен. Но в 1960 году Сирия выходит из ОАР. |
| 1958                      | Создание Фатх («Завоевание»; обратный акроним слов «национальное движение за освобождение Палестины»). |
| 1960                      | Создание ОПЕК (Организация стран — экспортёров нефти) в Багдаде. |
| 13 ноября 1964            | Первый бой израильских (французских) Миражей и сирийских (советских) МиГов закончился победой израильтян. |
| 1964                      | Решением Лиги арабских стран создана Организация освобождения Палестины (ООП). |
| 16 мая 1967               | Насер потребовал вывода сил ООН с территории его страны. Генеральный секретарь ООН подчинился этому требованию. |
| 23 мая 1967               | Насер объявил о закрытии Тиранского пролива для израильских и направляющихся в Израиль судов, заявив: «Если Израиль хочет войны — добро пожаловать». |
| 1 июня 1967               | В Израиле объявлена всеобщая мобилизация. |
| 5 июня 1967               | В 7.45 израильские самолёты начали атаку на египетские аэродромы. Авиация Египта была уничтожена за 3 часа. Началась Шестидневная война. |
| 7 июня 1967               | Израильская армия освободила Старый город Иерусалима и Храмовую гору. Начальник генштаба Моше Даян отдаёт контроль над Храмовой горой арабскому ВАКФу. |
| 10 июня 1967              | Израильская армия захватила Голанские высоты. Дорога на Дамаск открыта. |
| 10 июня 1967              | Болгария, Венгрия, Польша, Чехословакия, Югославия разрывают дипломатические отношения с Израилем. |
| 1967                      | В результате победы в Шестидневной войне, Израиль занимает Синай и захватывает Сектор Газа, Иудею и Самарию и Восточный Иерусалим. |
| 21 октября 1967           | Военные корабли Египта вблизи побережья Синайского полуострова потопили израильский эсминец «Эйлат». Из состава экипажа корабля погибли 47 человек. |
| 1967                      | Основан «Народный фронт освобождения Палестины» — марксистско-ленинская группировка во главе с Джорджем Хабашем и со штаб-квартирой в Дамаске. |
| 1967—1970                 | «Война на истощение» между Израилем и Египтом. |
| 1968                      | А. Джибриль основывает «Народный фронт освобождения Палестины — Главное командование», со штаб-квартирой в Рехане близ Дамаска. |
| 1968                      | На заседании Палестинского национального совета в Каире принята «Палестинская хартия», гласившая: «Освобождение Палестины является, с арабской точки зрения, национальным долгом — отразить сионистскую империалистическую агрессию против великой арабской нации и ликвидировать сионистское присутствие в Палестине» (статья 15); «Раздел Палестины в 1947 г. и создание Израиля не признаны и никогда не будут признаны, потому что это противоречило воле народа Палестины и его естественному праву на отечество…» (статья 19); «Палестинский арабский народ, самовыражением которого является вооружённая палестинская революция, отвергает всякое решение, кроме полного освобождения Палестины, и всякий план, направленный на урегулирование палестинской проблемы или её международное решение» (статья 21); «Вооруженная борьба — единственный путь к освобождению Палестины…» (статья 9). |
| 29 декабря 1968           | Отряд десантников под командованием Рафаэля Эйтана занял аэропорт Бейрута. Это была акция возмездия за нападение на израильский самолёт за три дня до этого. Уничтожено 14 самолётов. Никто из пассажиров не пострадал. |
| 27 января 1969            | 14 человек, из которых 9 евреи, были публично повешены на площади «Свободы» в Багдаде по обвинению в шпионаже в пользу Израиля. Около 500 тысяч свидетелей казни танцевали на площади, выкрикивая «Смерть Израилю» и «Смерть всем предателям». Багдадское радио объявило: «Мы повесили шпионов, но и евреи распяли Христа» |
| февраль 1969              | Ясир Арафат стал во главе Организации освобождения Палестины |
| сентябрь 1969             | Душевнобольной иностранный подданный совершил поджог мечети Ал-Акса в Иерусалиме. |
| 1969                      | Наиф Хаватме основывает «Демократический фронт освобождения Палестины», со штаб-квартирой в Дамаске. |
| 24 декабря 1969           | Израильтяне угнали из порта Шербур 5 ракетных катеров. Заказ был оплачен, но Франция отказалась передать готовые суда Израилю. |
| 26 декабря 1969           | Израильтяне похищают в Египте новый советский радар. |
| 17 сентября 1970          | Чёрный сентябрь. Восстание Организации освобождения Палестины с целью захвата власти в Иордании. |
| 28 сентября 1970          | Смерть Насера. Президентом Египта становится Садат. |
| 30 июня 1972              | Бойня в аэропорту Лод. 25 убитых, 72 раненых. 2 террористов были застрелены, один схвачен. Террорист — японец был приговорен в Японии к пожизненному заключению. |
| 5 сентября 1972           | Террористы из ООП убили 11 израильских спортсменов на олимпиаде в Мюнхене. В Израиле объявлен всеобщий траур, но Олимпиада была продолжена. Все палестинцы-участники акции, где бы они ни находились, были впоследствии убиты израильскими спецслужбами (Операция «Гнев Божий»). |
| 1 октября 1973            | Сирия и Египет объявляют повышенную боеготовность. На запрос Голды Меир военная разведка ответила, что никакой опасности войны нет. В канун Йом Кипура кабинет решает не наносить превентивного удара. |
| 6 октября 1973            | В 14:00 Сирия и Египет внезапно нападают на Израиль. Начало Войны Судного дня. |
| 7 октября 1973            | Тяжёлые бои на Синае и Голанах. Самолёты израильских ВВС сбиваются новыми советскими ракетами. |
| 8 октября 1973            | Провал израильского контрнаступления на Синае. |
| 9 октября 1973            | ЦАХАЛ в 50 км от Дамаска. |
| 16 октября 1973           | Форсирование Суэцкого канала. |
| 22 октября 1973           | Окружение 3 египетской армии. |
| 1973                      | Несмотря на тяжёлые потери в начале войны, Израиль одерживает победу. ОПЕК ограничивает поставки нефти на мировой рынок, резкий рост цен и всемирный экономический кризис. |
| 18 января 1974            | Подписано соглашение о прекращении огня с Египтом. |
| 15 мая 1974               | Террористы убили 25 школьников в Маалоте. Ранено 74 человек. |
| октябрь 1974              | Конференция в Рабате. ООП была признана главами государств Арабской лиги (включая короля Иордании) в качестве «единственного представителя палестинского народа». |
| 10 ноября 1975            | Генеральная Ассамблея ООН принимает резолюцию, квалифицирующую сионизм как «форму расизма и расовой дискриминации». Резолюция была принята после продолжительной борьбы (73 — за, 35 — против, 32 — воздержались). 16 декабря 1991 года это определение было отозвано резолюцией 46/86 Генеральной Ассамблеи ООН (за — 111, против — 25, воздержалось — 13). |
| 1975                      | Начало гражданской войны между христианскими и мусульманскими группировками в Ливане. |
| 4 июля 1976               | Операция Энтеббе. |

## 1977—1988 годы
| год                 | событие |
| ------------------- | --- |
| 19 ноября 1977      | Президент Египта Анвар Садат наносит визит в Израиль. |
| декабрь 1977        | В Триполи собралась конференция глав государств «Фронта отказа»: Сирия, Алжир и Ливия, а также представители Ирака, Южного Йемена и ООП. Эти страны резко осудили А. Садата, объявили политический бойкот встречам Арабской лиги в Каире и торговый бойкот любой египетской компании, имеющей дело с Израилем, а также постановили «заморозить» свои дипломатические отношения с Египтом. |
| 25 декабря 1977     | Визит Менахема Бегина в Египет. |
| 17 сентября 1978    | Президент Египта Анвар Садат и премьер-министр Израиля Менахем Бегин при посредничестве президента США Джимми Картера достигают соглашения в Кэмп-Дэвиде об общих условиях мира на Ближнем Востоке, которое предлагает ограниченную автономию палестинцам на оккупированных территориях и определяет общие принципы мирного договора между Египтом и Израилем. |
| 26 марта 1979       | Израиль и Египет подписывают в Вашингтоне двухсторонний мирный договор, по которому Израиль соглашается отдать Синайский полуостров Египту, сохраняя за собой сектор Газа. |
| 26 марта 1979       | Арабские государства объявляют Египту бойкот — членство Египта в Лиге арабских государств (ЛАГ) приостановлено. Те арабские государства, которые все ещё поддерживали с Египтом дипломатические отношения (кроме Судана, Сомали и Омана), разорвали их. Различные всеарабские организации последовали примеру Лиги арабских государств. |
| 18 февраля 1980     | Открытие египетского посольства в Тель-Авиве. |
| июнь 1980           | членами группы еврейских поселенцев «Еврейское подполье» (получившей известность под аббревиатурой ТНТ — Террор Негед Террор — «Террор против террора») были подложены бомбы в машины мэра Рамаллы Карима Калафа, мэра Наблуса Бассама Шкаа и мэра Эль-Биры Ибрагима Тауиля. |
| 30 июля 1980        | Кнессет Израиля принимает закон об Иерусалиме. |
| март-июнь 1981      | Американский посредник Филип Хабиб пытается ослабить конфронтацию между Израилем и Сирией из-за сирийских зенитно-ракетных комплексов в Ливане; в Ливане происходят столкновения между Израилем и элементами ООП. |
| 7 июня 1981         | Бомбардировка и уничтожение иракского ядерного реактора (Операция «Опера»). |
| 6 октября 1981      | Убит президент Египта Анвар Садат |
| 14 декабря 1981     | Израиль распространяет действие своего законодательства, права юрисдикции и управления на Голанские высоты. |
| январь 1982         | Тайная встреча в Женеве министра обороны Израиля Ариэля Шарона и Рифата Асада, брата президента Сирии. Без результатов. |
| апрель 1982         | Израиль завершает вывод вооружённых сил и гражданского населения с Синайского полуострова. |
| 3 июня 1982         | В Лондоне, в результате покушения, ранен в голову посол Израиля Шломо Аргов. Это стало поводом для начала Ливанской войны. |
| 6 июня 1982         | Начало операции «Мир Галилее». Израильские самолёты атаковали базы террористов в Ливане. |
| 9 июня 1982         | Сирия вступила в войну. Треть сирийских ВВС уничтожена. Уничтожены все зенитно-ракетные установки Сирии в Ливане. |
| 24 июня 1982        | Тяжёлый бой между израильтянами и сирийцами на шоссе Бейрут — Дамаск. |
| июнь-август 1982    | В ходе войны Израиль атакует силы Сирии и Организации освобождения Палестины, которые угрожают его северной границе с Ливаном. Ясир Арафат и его сторонники вынуждены покинуть укрепления в Бейруте. Американский посланник Ф. Хабиб выступает посредником в переговорах по соглашению о выводе сил ООП. Вооружённые силы США, Франции и Италии разворачиваются в Бейруте для эвакуации ООП. |
| 1 сентября 1982     | Президент Рейган объявляет об американской инициативе по урегулированию арабо-израильского конфликта на основе Кэмп-Дэвидских соглашений и Резолюции ООН № 242. |
| 9 сентября 1982     | На 12-м саммите Лиги арабских государств в Фесе, Марокко, Израиль призывают к отказу от арабских территорий, оккупированных с 1967, включая Восточный Иерусалим, а также к эвакуации израильских поселений на арабских территориях. Саммит подтверждает право палестинского народа на самоопределение под руководством Организации освобождения Палестины. |
| 14 сентября 1982    | Палестинским террористом убит президент Ливана Башир Жмайель |
| 15 сентября 1982    | Израильские вооруженные силы оккупируют западный Бейрут; |
| 16—17 сентября 1982 | Отряды «Христианской фаланги» устраивают расправу над палестинским гражданским населением в пригородах Бейрута, включая лагеря беженцев Сабра и Шатила. В гибели сотен мирных жителей мировое сообщество обвинило Израиль. |
| 18 апреля 1983      | Посольство США в Бейруте разрушено террористическим взрывом. |
| 17 мая 1983         | При посредничестве госсекретаря Джорджа Шульца и посланника Ф. Хабиба, между Израилем и Ливаном подписано соглашение о мире и выводе войск, согласно которому предполагалось: - взаимное признание сторон, прекращение состояния войны между ними, установление нормальных отношений, включая экономическое сотрудничество; - запрет на использование территории одного государства для размещения и деятельности внешних сил, направленных против другого государства (имелась в виду территория Ливана); - создание на юге Ливана зоны безопасности под контролем местной милиции в составе ливанской армии («Армии Южного Ливана»); - вывод израильских войск предусматривался в увязке с созданием зоны безопасности; - допускалось присутствие в Ливане международных миротворческих сил ООН или тех стран-членов ООН, которые имели дипломатические отношения и с Ливаном, и с Израилем (речь шла об американских силах). Кнессет ратифицировал договор, ливанский парламент — нет. |
| сентябрь 1983       | Израильские войска были отведены к югу от Бейрута на линию реки Авали. |
| 23 октября 1983     | Террористами взорвана штаб-квартира американской морской пехоты в Бейруте, Ливан. |
| 26 февраля 1984     | Миротворческие силы США в Бейруте были вынуждены покинуть Ливан. |
| 5 марта 1984        | Ливанское правительство расторгает соглашение с Израилем. |
| 12 апреля 1984      | Террористы захватили междугородный автобус, ехавший по маршруту 300 из Тель-Авива в Ашкелон. После задержания захваченные террористы были убиты сотрудниками Общей службы безопасности «Шабак», что вызвало крупный скандал. |
| июнь 1985           | Израиль завершает вывод сил с большей части территории Ливана, оставив 19-километровую зону безопасности, контролируемую Армией Южного Ливана (христианской милицией). |
| сентябрь 1985       | Премьер-министр Израиля Шимон Перес выступает с мирной инициативой, построенной вокруг Иордании. Инициатива включает в себя предложение о проведении международной конференции. США поддерживает дипломатические усилия Израиля, Египта и Иордании, однако в Израиле против конференции выступают Ицхак Шамир и партия Ликуд. |
| 19 февраля 1986     | В ответ на отказ Арафата принять Резолюции ООН в качестве основы для мирных переговоров король Иордании Хусейн разрывает отношения с Организацией освобождения Палестины. |
| сентябрь 1986       | Ицхак Шамир сменяет Ш. Переса на посту премьер-министра Израиля. Перес становится министром иностранных дел в правительстве Шамира. |
| 11 апреля 1987      | В Лондоне, втайне от И. Шамира, Ш. Перес подписывает с королём Иордании Хусейном документ, призывающий к мирной ближневосточной конференции. Внимание фокусировалось на решении палестинской проблемы и обеспечении гарантий «законных прав палестинского народа». При этом, король Иордании предполагал, что Шамир одобрил эти переговоры. Перес отказался показать Шамиру копию соглашения и после того, как Шамир узнал о переговорах от американцев. Они же, в конце концов, предоставили главе правительства и копию соглашения. «Разгневанный Шамир уволил Переса». |
| декабрь 1987        | В Газе основана радикальная организация Хамас («Исламское движение сопротивления»), лидер — шейх Ахмед Ясин. |
| 9 декабря 1987      | Начало Первой палестинской интифады. Волнения и демонстрации вспыхивают в Секторе Газа и распространяются на Западный берег реки Иордан. |
| февраль-апрель 1988 | Госсекретарь Джордж Шульц в письме премьер-министру Ицхаку Шамиру заявляет о начале мер по «челночному» посредничеству и устанавливает сроки для переговоров о мерах на переходный период и окончательном урегулировании на Западном берегу и в секторе Газа. Предложение, призывающее к проведению двухсторонних арабо-израильских переговоров после международной конференции, не получает поддержки ни у одной из сторон. |
| 30 июля 1988        | Король Хусейн отказывается от притязаний Иордании на Западный берег реки Иордан, что приводит к разрыву юридических и административных связей. |
| 13 декабря 1988     | Лидер ООП Я. Арафат выступил с большой речью на специальной сессии ООН, состоявшейся в Женеве. |
| декабрь 1988        | Национальный совет Палестины принимает первоначальный План ООН по созданию двух независимых государств (согласно Резолюции Генеральной ассамблеи ООН № 181), соглашается с правом на существование государства Израиль, резолюциями Совета безопасности ООН № 242 и 338 и отказывается от терроризма. США начинает диалог с Организацией освобождения Палестины впервые за 13 лет. |

## 1989—1991 годы
| год                       | событие |
| ------------------------- | --- |
| сентябрь 1989             | В результате своей подрывной деятельности в ходе Интифады Хамас объявлен вне закона |
| 2 августа 1990            | Ирак вторгается в Кувейт и оккупирует его. Поддержка Саддама Хусейна Ясиром Арафатом приводит к сокращению финансирования, которое Организация освобождения Палестины получает от государств Персидского залива. Сотни тысяч палестинцев выдворяются из этих государств. |
| 6 ноября 1990             | Убийство Меира Кахане палестинским террористом. |
| 15 января-27 февраля 1991 | Кризис в Персидском заливе и первая война в Ираке. Ирак выпустил по Израилю 39 ракет «Скад», но Израиль не предпринял никаких ответных мер. |
| март 1991                 | Президент Буш заявляет о том, что победа в Иракской войне открывает «окно возможностей» для разрешения арабо-израильского конфликта. Госсекретарь Бейкер направляется на Ближний Восток в первую из восьми поездок, направленных на мирное урегулирование. |
| 18 октября 1991           | Госсекретарь Бейкер на пресс-конференции в Иерусалиме заявил, что президент Буш и президент СССР Горбачев приглашают Израиль, арабские государства и Палестину принять участие в работе конференции по ближневосточному урегулированию, начало которой намечено на 30 октября в Мадриде. |
| 30 октября 1991           | Мадридская конференция. Начало мирного процесса: двусторонние переговоры Израиля с Иорданией, Ливаном, Сирией и ООП, а также многосторонние переговоры по проблемам Ближнего Востока под совместным председательством России и США. |
| 30 октября 1991           | Открывая мадридскую конференцию, президент Джордж Буш заявляет о цели по «достижению подлинного мира и созданию системы безопасности и дипломатических отношений, а также развитию экономических связей, торговли, инвестиций, культурного обмена и даже туризма. Нам нужен Ближний Восток, в котором огромные ресурсы больше не расходуются на вооружение».                                                                                                   |
| 31 октября 1991           | Палестинские представители в составе общей палестино-иорданской делегации участвуют в переговорах в Мадриде вместе с Иорданией, Сирией, Израилем и Ливаном. Начинаются прямые двухсторонние переговоры между Израилем и Сирией, Ливаном, Иорданией и представителями оккупированных территорий. Начинаются многосторонние переговоры о контроле над вооружениями, безопасности, обеспечении водой, беженцах, охране окружающей среды и экономическом развитии. |
| 1 ноября 1991             | В заключительной речи на Мадридской конференции госсекретарь Бейкер заявляет о прорыве, достигнутом с началом «прямых двухсторонних переговоров». Бейкер и сопредседатель конференции министр иностранных дел СССР Борис Панкин призывают к немедленному началу прямых двухсторонних переговоров. |
| 29 ноября 1991            | Иордания, Ливан, Сирия и палестинские представители соглашаются присоединиться к предложению США и СССР по возобновлению двухсторонних переговоров в Вашингтоне 4 декабря, однако Израиль заявляет о том, что не будет готов к возобновлению двухсторонних переговоров до 9 декабря |
| 4 декабря 1991            | Делегации Палестины, Иордании, Ливана и Сирии прибывают в Вашингтон для возобновления параллельных прямых переговоров по Ближнему Востоку. Израильская делегация отсутствует |
| 11 декабря 1991           | Прямые двухсторонние переговоры между Израилем и делегациями из Сирии и Ливана. Израильская и ливанская делегации говорят о значимости двух раундов переговоров, однако переговоры между Израилем и объединённой палестинской делегацией так и не начинаются. |

## 1992—1993 годы
| год               | событие |
| ----------------- | --- |
| 7-16 января 1992  | США заявляют об очередном «шаге вперед» после разрешения делегациями Израиля и Иордании/Палестины процедурных разногласий, что позволило возобновить третий раунд переговоров. Представители Израиля встречаются отдельно с делегациями Ливана, Сирии и Иордании/Палестины. |
| 28-29 января 1992 | В Москве проходит организационная встреча в рамках многосторонних переговоров по вопросам регионального значения (контроль вооружений, беженцы и окружающая среда). Первый, второй и третий раунды проводятся в 1992 году в Лиссабоне, Португалия, и Лондоне. |
| 26 августа 1993   | Организация освобождения Палестины объявляет о предварительном соглашении, достигнутом на закрытых переговорах с Израилем, о частичной автономии на оккупированных территориях. |
| 29 августа 1993   | Министр иностранных дел Израиля Шимон Перес сообщает своему кабинету министров о достижении соглашения с Организацией освобождения Палестины о Палестинской автономии в секторе Газа и Иерихоне. |
| 31 августа 1993   | Одиннадцатый раунд переговоров начинается с объявления Израилем о закрытых переговорах с ООП в Осло и парафировании соглашения о палестинском самоуправлении в секторе Газа и Иерихоне. |
| 9 сентября 1993   | Израиль и Организация освобождения Палестины соглашаются признать друг друга после 45 лет конфликта на основе пакта, уже парафированного органами палестинского самоуправления в оккупированных Израилем Секторе Газа и Иерихоне. |
| 9 сентября 1993   | Лидер ООП Ясир Арафат подписывает письмо «о признании Израиля и отказе от террористических методов и насилия.» |
| 10 сентября 1993  | Письмо Арафата доставлено в Израиль лично Йоханом Йоргеном Хольстом, министром иностранных дел Норвегии — страны, которая выступила в роли посредника на переговорах о договоре между ООП и Израилем. |
| 10 сентября 1993  | Премьер-министр Израиля Ицхак Рабин подписывает документ о признании ООП. |
| 10 сентября 1993  | Президент Клинтон называет соглашение в Осло «беспрецедентным прорывом». |
| 10 сентября 1993  | Европейские лидеры, включая президента Франции Миттерана и премьер-министра Великобритании Мейджора, поддерживают соглашение о взаимном признании, подписанное Израилем и ООП. |
| 10 сентября 1993  | Министр иностранных дел Бельгии Клес, представляющий государство, которое возглавляет ЕС, берет на себя обязательства по организации консультаций со своими партнерами по ЕС и исполнительной Европейской комиссии по наращиванию усилий в рамках ближневосточного мирного процесса." |
| 13 сентября 1993  | Встреча премьер-министра Израиля Рабина и председателя ООП Арафата в Белом доме, на которой они становятся свидетелями подписания министром иностранных дел Израиля Шимоном Пересом и членом Исполнительного совета ООП Махмудом Аббасом (Абу Мазен) Соглашения об общей израильско-иорданской повестке. На церемонии подписания присутствовали президент Клинтон, бывшие президенты Буш и Картер, а также 3000 почётных гостей. Оно происходило за тем же столом, за которым 15 лет назад были подписаны Кэмп-дэвидские соглашения. |
| 13 сентября 1993  | Соглашение об израильско-иорданской общей повестке, достигнутое в Вашингтоне, символизирует окончание войны между двумя странами и прокладывает путь к переговорам по официальному мирному договору. |

## 1994—1996 годы
| год              | событие |
| ---------------- | --- |
| 25 февраля 1994  | Активист еврейской ультраправой организации «КАХ», д-р Барух Гольдштейн открыл огонь из автомата по молящимся в мечети Харам-ал-Халил (Пещера Патриархов, Хеврон). В результате погибли более 30 палестинцев и десятки были ранены. Террорист был растерзан толпой. «КАХ» объявлена в Израиле вне закона. |
| 4 мая 1994       | На церемонии в Каире премьер-министр Ицхак Рабин и председатель Ясир Арафат подписывают Соглашение по Сектору Газа и Иерихону. В новом соглашении определяются сроки реализации Декларации о принципах организации временного палестинского самоуправления. Оно включает приложения по выводу израильских войск и обеспечению безопасности, юридическим вопросам и экономическим отношениям. |
| 1 июля           | Прибытие Арафата в Газу. |
| 25 июля 1994     | Вашингтонская декларация, созданная на основе основных принципов Соглашения об израильско-иорданской повестке, подписана в Вашингтоне. |
| 29 августа 1994  | Соглашение о подготовке к передаче власти и обязательств подписано в Эрезе, контрольно-пропускном пункте между Израилем и сектором Газа. Распространение палестинского самоуправления на Западном берегу реки Иордан в сферах образования, налогообложения, социального обеспечения, туризма и здравоохранения закончено к декабрю 1994. |
| 26 октября 1994  | Мирный договор между Государством Израиль и Хашимитским королевством Иордания, парафированный 17 октября премьер-министром Израиля Ицхаком Рабином и премьер-министром Иордании Маджали, подписан в Израиле. Участие президента Клинтона в церемонии подписания подчеркивает приверженность США мирному процессу. |
| 24 мая 1995      | Госсекретарь Уоррен Кристофер объявляет о том, что Израиль и Сирия достигли взаимопонимания по ряду вопросов безопасности. |
| 25 июля 1995     | в Нью-Йорке арестован Абу Мазрук. В мае 1996 его выдали Израилю, и ещё через год он был экстрадирован в Иорданию. |
| 28 сентября 1995 | В Вашингтоне подписано израильско-палестинское Промежуточное соглашение по Западному берегу и сектору Газа. В нём содержится 31 статья и 7 приложений (передислокация войск и безопасность, выборы, отношения с гражданским населением, юридические вопросы, экономические связи, программы сотрудничества и освобождение заключенных). После подписания соглашения президент Клинтон, король Хусейн, президент Хосни Мубарак, премьер-министр Ицхак Рабин и председатель Арафат обсуждают ход реализации всеобъемлющего мирного соглашения и способы ускорения этого процесса. |
| 4 ноября 1995    | Премьер-министр Израиля Ицхак Рабин убит еврейским экстремистом Игалем Амиром после антивоенной демонстрации в Тель-Авиве. |
| 24 февраля 1996  | Исполком ООП собрался на чрезвычайное совещание для обсуждения вопроса отмены Палестинской хартии. Было принято только решение о создании специальной комиссии «для всестороннего изучения этого вопроса». |
| 13 марта 1996    | Президент Египта Хосни Мубарак принимает саммит миротворцев в Шарм-эш-Шейхе, Египет, призывая положить конец экстремизму и насилию. |
| 30 апреля 1996   | Президент Клинтон и премьер-министр Израиля Шимон Перес подписывают в Белом доме Соглашение по борьбе с терроризмом между США и Израилем. |
| 31 мая 1996      | Руководитель партии Ликуд Биньямин Нетаньяху становится премьер-министром Израиля, победив лидера Аводы Шимона Переса на досрочных выборах, прошедших после убийства Ицхака Рабина. |

## 1997—1999 годы
| год                | событие |
| ------------------ | --- |
| 15 января 1997     | Натаньяху подписывает Хевронский протокол. |
| 1997               | Агенты израильской разведки Моссад совершили неудачное покушение в Аммане на политического лидера Хамас Халеда Машаля. В результате закулисных переговоров Израиля с Иорданией из израильской тюрьмы выпущен духовный лидер Хамас Ахмад Яссин |
| 20-22 января 1998  | Президент Клинтон встречается отдельно с премьер-министром Нетаньяху и руководителем Палестинской автономии Ясиром Арафатом в Вашингтоне, пытаясь ускорить мирный процесс. |
| 29 августа 1998    | Выступавший от имени премьер-министра Израиля Б. Нетанияху американский миллиардер Р. Лаудер передал сирийскому правительству проект мирного договора между двумя странами, одна из статей которого гласила: «Израиль отступит с сирийских территорий, захваченных в 1967 г., в соответствии с резолюциями № 242 и № 338 Совета Безопасности ООН, установившими право всех государств на безопасные и признанные границы, и формулой „территории в обмен на мир“, к совместно установленной границе, основывающейся на международной границе 1923 г.» Однако и на этих условиях Сирия не пошла на мир с Израилем. |
| 28 сентября 1998   | Премьер-министр Биньямин Нетаньяху и руководитель Палестинской автономии Ясир Арафат встречаются в Белом доме с президентом Клинтоном, который объявляет, что Олбрайт вернется в регион для принятия мер по возобновлению прямых палестино-израильских переговоров. |
| 15-23 октября 1998 | Президент Клинтон, госсекретарь Олбрайт и другие американские представители выступают в качестве посредников на интенсивных переговорах между Израилем и Палестинской автономией в Уай-Ривер на восточном побережье штата Мэриленд. Результатом заключительной сессии, продлившейся всю ночь, стал «Меморандум Уай-Ривер», подписанный в Белом доме 23 октября. |
| 30 ноября 1998     | Президент Клинтон возглавляет Конференцию доноров Ближнего Востока в Вашингтоне, на которой около 40 стран обещают предоставить Палестинской автономии экономическую помощь на сумму более 3 млрд долл. Президент обратится к Конгрессу за утверждением дополнительного вклада США на сумму 400 млн долл. в течение следующих пяти лет. |
| 12-15 декабря 1998 | Президент Клинтон посещает Палестинскую автономию и Израиль. После исторического обращения к Палестинскому законодательному собранию в Секторе Газа президент становится свидетелем голосования Собрания за «полное и окончательное» прекращение конфликта с Израилем и отмену статей Палестинской хартии, призывающих к уничтожению Израиля, не перечисляя и не конкретизируя, о каких именно положениях идет речь. |
| 12-15 декабря 1998 | Изменение Хартии, однако, не нашло никакого отражения в официальных документах Палестинской автономии и ООП, не был издан новый, исправленный текст, нигде и никогда не было перечислено, какие именно пункты отменены. |
| 7 февраля 1999     | Король Иордании Абдулла II вступает на королевский престол Иордании, сменив у власти своего отца, короля Хусейна, который умирает от рака. Президент Клинтон делает заявление о признании заслуг Хусейна и вместе с другими мировыми лидерами присутствует на похоронах короля. |
| 17-20 мая 1999     | Король Иордании Абдулла II наносит свой первый визит в США, унаследовав престол от своего отца, короля Хусейна. |
| 17 мая 1999        | Эхуд Барак избирается премьер-министром Израиля, победив Биньямина Нетаньяху на прямых выборах с перевесом в 56 % против 44 %. |
| 14-20 июля 1999    | Израильский премьер-министр Эхуд Барак после своего избрания 6 июля наносит первый визит в США. Вместе с президентом Клинтоном он заявляет о приоритетности достижения мира. Барак также встречается в Вашингтоне с госсекретарем Олбрайт, министром обороны Коэном и другими американскими чиновниками. |
| сентябрь 1999      | арестованы лидеры Хамас Халед Машаль, Мусса Абу Марзук и Ибрагим Хошех. |
| 24 сентября 1999   | Представители региональных и международных сторон под руководством госсекретаря Олбрайт на встрече в Нью-Йорке в качестве «партнеров по мирному урегулированию» демонстрируют свою решительную и безоговорочную поддержку процессу мирного урегулирования на Ближнем Востоке. |
| 15 декабря 1999    | Президент Клинтон встречает премьер-министра Израиля Эхуда Барака и министра иностранных дел Сирии Аль-Шара в Белом доме для возобновления прямых переговоров, прерванных в 1996 году. |

## 2000—2002 годы
| год                  | событие |
| -------------------- | --- |
| 3 января 2000        | Делегации Израиля и Сирии, возглавляемые Бараком и министром иностранных дел Сирии Фаруком Аль-Шара, встречаются в Шепердстауне, штат Западная Виргиния, для очередного недельного раунда переговоров. Разногласия остаются, и госсекретарь Мадлен Олбрайт объявляет о том, что третий раунд переговоров откладывается.                                                                                                   |
| 21 марта 2000        | Палестино-израильские переговоры начинаются на базе Военно-воздушных сил Боллинг под Вашингтоном и продолжаются неделю. США координирует обсуждение вопросов о постоянном статусе, пытаясь помочь сторонам достичь всеобъемлющего соглашения до 13 сентября 2000. |
| 24 мая 2000          | Завершение вывода израильских войск из Ливана. Израиль выполнил, таким образом, резолюцию № 425 Совета Безопасности ООН от 1978 г., требовавшую вывода израильских сил из Ливана. |
| 11-25 июля 2000      | Президент Клинтон возглавляет встречу руководителей Израиля и Палестины для решения наиболее сложных вопросов об окончательном статусе, включая статус Иерусалима и возвращение палестинских беженцев. |
| 28 сентября 2000     | Посещение Ариэлем Шароном Храмовой горы, ставшее формальной причиной Интифады Аль-Акса |
| 4 октября 2000       | Эхуд Барак и Ясер Арафат встречаются с госсекретарем Мадлен Олбрайт и президентом Франции Шираком в Париже. |
| 17 октября 2000      | Арафат и премьер-министр Израиля Эхуд Барак присутствуют на встрече в Шарм-эш-Шейхе, Египет, организованной президентом Клинтоном и президентом Египта Хосни Мубараком для обсуждения вопросов о прекращении огня и выводе израильских войск. |
| 7 ноября 2000        | Президент Клинтон обращается к бывшему сенатору США Джорджу Митчеллу с просьбой возглавить комиссию по расследованию причин недавнего насилия между израильтянами и палестинцами. |
| 25 февраля 2001      | Госсекретарь Колин Пауэлл встречается с премьер-министром Ариэлем Шароном в Иерусалиме и руководителем Палестинской автономии Арафатом в Рамалле. |
| 30 апреля 2001       | Комиссия по расследованию, созданная в Шарм-эш-Шейхе и возглавляемая бывшим сенатором США Джорджем Митчеллом, выпускает свой итоговый отчет о способах разрешения израильско-палестинского конфликта. В отчете содержится призыв к немедленному прекращению огня, отказу от терроризма и возобновлению мирных переговоров, а также замораживанию строительства иудейских поселений в Иудее, Самарии и в секторе Газа.     |
| 1 июня 2001          | Теракт в тель-авивской дискотеке «Дольфи». Погибли 21 человек, большая часть — дети в возрасте от 14 до 17 лет, в основном выходцы из бывшего Советского Союза. Шестеро из них были учениками школы Шевах-Мофет. |
| 26 июня 2001         | Президент Дж. Буш и премьер-министр Ариэль Шарон на встрече в Вашингтоне обсуждают реализацию Доклада Митчелла об арабо-израильском конфликте. |
| 19 июля 2001         | Министры иностранных дел стран-членов «Группы восьми» на встрече в Генуе, Италия, публикуют заявление, призывающее реализовать рекомендации, которые содержатся в Докладе об арабо-израильском конфликте, подготовленном бывшим сенатором США Джорджем Митчелом. |
| 26 сентября 2001     | Министр иностранных дел Израиля Шимон Перес и руководитель Палестинской автономии Арафат договариваются о прекращении огня и обещают возобновить совместные инициативы по безопасности. |
| октябрь 2001         | пресс-секретарь государственного департамента США Ричард Баучер объявил о решении Белого дома включить в список международных террористических организаций группировки «Хизбалла», «Исламский джихад» и Хамас. |
| 17 октября 2001      | Убийство палестинскими террористами министра Рехаваама Зеэви (Ганди). |
| в конце октября 2001 | палестинское движение исламского сопротивления Хамас объявило о том, что оно впервые сумело наладить производство собственных ракет малой дальности. Военное крыло организации, так называемые «Батальоны Изеддина аль-Касама», опубликовало заявление о том, что ракетами «Кассам» был обстрелян израильский город Сдерот к северу от сектора Газа.                                                                      |
| 10 ноября 2001       | На заседании Генеральной ассамблеи ООН президент Буш заявил, что США будут стремиться к тому, чтобы «настал день, когда два государства, Израиль и Палестина, будут мирно сосуществовать с безопасными и признанными границами согласно резолюциям Совета безопасности». |
| 19 ноября 2001       | Выступая в Университете Луисвилла, штат Кентукки, госсекретарь Пауэлл определяет политику США в области достижения мира между арабами и израильтянами. Он подчеркивает, что США поддерживают идею о регионе, в котором два государства, Израиль и Палестина, сосуществуют с безопасными и признанными границами. |
| 18 февраля 2002      | Президент Буш поддерживает предложение Саудовской Аравии по нормализации отношений арабов с Израилем в обмен на отвод Израилем своих сил к границам 1967 года. Предложение впервые появилось в газете «Нью-Йорк таймс» 17 февраля 2002. |
| 12 марта 2002        | Совет безопасности ООН принимает Резолюцию 1397 в поддержку «идеи о регионе, в котором два государства, Израиль и Палестина, живут как соседи с безопасными и признанными границами». Это была первая предложенная США резолюция Совета безопасности, в которой говорилось о палестинской государственности. |
| 27 марта 2002        | Лига арабских государств на встрече в Бейруте принимает предложение коронованного принца Саудовской Аравии Абдуллы о мирном двухстороннем урегулировании арабо-израильского конфликта |
| 29 марта 2002        | Апогей Интифады Аль-Аксы. Теракт в отеле «Парк» в Нетании уносит более 25 жизней и становится основанием для проведения в апреле операции «Защитная стена» и блокады Арафата в его резиденции в Рамалле. |
| 4 апреля 2002        | Президент Буш выражает свой взгляд на разрешение палестино-израильского конфликта и отправляет госсекретаря Пауэлла в поездку по региону с целью поиска способов прекращения терроризма и насилия. |
| 2 мая 2002           | США, ООН, ЕС и Россия (группа, получившая название «квартет») объявляет о планах по организации распределения гуманитарной помощи и созданию более эффективной системы безопасности в регионе. |
| 24 июня 2002         | Президент Буш обращается к новому палестинскому руководству и заверяет, что «когда у палестинского народа будут новые лидеры, новые институты и новые соглашения о безопасности со своими соседями, США поддержат создание Палестинского государства, границы и некоторые аспекты суверенитета которого будут оставаться предварительными до принятия решения в рамках окончательного урегулирования на Ближнем Востоке». |
| 1 августа 2002       | Президент Буш встречается с королём Иордании Абдуллой в Вашингтоне. Буш также проводит короткую встречу с министром иностранных дел Израиля Шимоном Пересом, который посетил Белый дом для встречи с Советником по национальной безопасности Кондолизой Райс. |
| 8 августа 2002       | Госсекретарь Пауэлл встречается в Вашингтоне с палестинской делегацией в составе главного переговорщика Саеба Эреката, министра внутренних дел Абделя Разак Яхья и министра экономики и промышленности Махера Мазри. |
| 12 сентября 2002     | Президент Дж. Буш в обращении к Генеральной ассамблее ООН подчёркивает свою приверженность созданию независимого и демократического Палестинского государства, «мирно сосуществующего c Израилем». |
| 1 октября 2002       | Президент Дж. Буш подписывает Закон о международных отношениях на 2003 финансовый год и подчеркивает, что статус Иерусалима должен стать предметом переговоров между Израилем и Палестиной. |

## После 2003 года
| год                             | событие |
| ------------------------------- | --- |
| 30 апреля 2003                  | Оглашается план «Дорожная карта» по окончательному урегулированию палестино-израильского конфликта. «Дорожная карта» обозначает этапы достижения целей, обозначенных президентом Дж. Бушем в его речи 24 июня 2002. |
| 1 мая 2003                      | Махмуд Аббас утвержден в качестве первого премьер-министра Палестинской автономии. |
| 10-13 мая 2003                  | Госсекретарь Пауэлл совершает поездку на Ближний Восток для обсуждения «дорожной карты» — поэтапного плана президента Буша по достижению мира между Израилем и Палестинской автономией. |
| 3-4 июня 2003                   | Руководители Израиля и Палестины встречаются на саммите в Акабе на Красном море (Иордания). |
| 13 августа 2003                 | Лидер ливийской революции Муаммар Каддафи опубликовал белую книгу с планом Изратина по созданию единого арабо-палестинского государства по ливанской модели. |
| 14 апреля 2004                  | Президент Буш приветствует план Израиля о выводе поселений из сектора Газа и ряда районов Западного берега реки Иордан и подтверждает приверженность США «дорожной карте» — поэтапному плану достижения мирных договоренностей на Ближнем Востоке. |
| 4 мая 2004                      | Убийство семьи Тали Хатуэль. |
| 11 ноября 2004                  | Президент Палестинской автономии Ясир Арафат умирает в возрасте 75 лет. |
| 9 января 2005                   | Махмуд Аббас побеждает на президентских выборах в Палестине, получив 62,3 % голосов (подробнее). |
| 8 февраля 2005                  | Премьер-министр Израиля Ариэль Шарон и президент Палестинской автономии Махмуд Аббас договариваются о прекращении огня на саммите в Шарм-эш-Шейхе (Египет). Саммит, созванный по инициативе Египта и Иордании, является первой встречей на высшем уровне руководителей Палестины и Израиля за более чем четыре года. |
| 1 марта 2005                    | Члены «квартета» (ООН, Россия, ЕС и США) собираются в Лондоне на Встрече по поддержке палестинской автономии. «Квартет» призывает международное сообщество к продолжению финансовой поддержки. |
| 27 апреля 2005                  | Визит Владимира Путина в Израиль и Палестинскую автономию. |
| 4 августа 2005                  | 19-летний Эден Натан-Зада, член движения КАХ расстрелял автобус с арабскими пассажирами. Погибли 4 израильских араба и 12 были ранены. |
| 15 августа 2005                 | Начало вывода еврейских поселений из сектора Газа. |
| 25 июня 2006                    | Палестинские боевики из группировки «Комитеты народного сопротивления» захватили раненого Гилада Шалита из подбитого танка, стоявшего на территории дорожного блокпоста. |
| 28 июня 2006                    | Начало операции «Летние дожди» в Секторе Газа. |
| 12 июля 2006                    | Начало Второй ливанской войны. Основная статья: Хронология израильско-ливанского конфликта 2006. |
| 20 сентября 2006                | Президент Буш встречается с президентом Палестины в кулуарах Генеральной ассамблеи ООН, в очередной раз заявляя о том, что США поддерживают решение о создании нового государства (подробнее). |
| июнь 2007                       | Движение Хамас, победившее на парламентских выборах в автономии в 2006 году, после конфликта с президентом Палестинской автономии Махмудом Аббасом в результате ожесточённых боев захватывает полный контроль над Газой. |
| 27 июня 2007                    | Бывший премьер-министр Великобритании Тони Блэр становится первым представителем «квартета», уполномоченным представлять группу и поддерживать усилия по созданию Палестинского государства. |
| 26-28 ноября 2007               | Конференция в Аннаполисе. США приглашает 49 стран, а также организации и отдельных людей, включая руководителей Израиля и Палестины, на конференцию по ближневосточному урегулированию в Морскую академию США в Аннаполисе, штат Мэриленд, для обсуждения вопросов создания Палестинского государства и оказания поддержки президенту Палестинской автономии Махмуду Аббасу и премьер-министру Саламу Фаяду. |
| 16 июля 2008                    | Хезболла передала Израилю тела двух солдат, похищенных в 2006 году в обмен на освобождение пятерых ливанских заключённых из израильских тюрем, включая Самира Кунтара. |
| 20 ноября 2008                  | 57 арабских и мусульманских стран предложили мирный план по урегулированию ближневосточного конфликта, который предусматривает признание ими еврейского государства в обмен на возвращения Израиля к границам 1967 года. |
| 27 декабря 2008                 | Израиль начал операцию «Литой свинец» авиаударом по Сектору Газа. Вечером 3 января была начата сухопутная операция израильской армии в Газе. Операция закончилась 20 января 2009 года односторонним прекращением огня и выводом израильских войск из Газы. |
| 14 ноября 2012                  | Израиль начал операцию «Облачный столп» в результате точечной ликвидации, проведённой ВВС Израиля, во время движения в своем автомобиле был уничтожен командующий военного крыла ХАМАСа в Газе Ахмед Джабари. Операция закончилась 21 ноября 2012 года подписанием в Каире представителями Израиля и ХАМАСа соглашения о прекращении огня. |
| 7 июля 2014                     | Израиль начал операцию «Нерушимая скала». Операция закончилась 26 августа 2014 года подписанием соглашения о прекращении огня на неограниченный срок. |
| 30 марта 2018 — 27 декабря 2019 | Великий марш возвращения. Кампания массовых антиизраильских выступлений палестинцев на границе между сектором Газа и Израилем, организованная движением ХАМАС весной 2018 года. |
| 12-14 ноября 2019               | Операция «Чёрный пояс». Израильская военная операция в секторе Газа, проведённая с 12 по 14 ноября 2019 года. |
| 6-21 мая 2021                   | Израильско-палестинский кризис. 6 мая 2021 года начались столкновения между палестинскими и еврейскими демонстрантами, в конфликт вмешалась полиция Израиля, пытаясь его остановить. Конфликт разгорелся из-за запланированного решения Верховного суда Израиля о выселении палестинцев из жилых домов в квартале Шейх-Джаррах, районе Восточного Иерусалима. Вечером 7 мая, группа палестинских арабов закидала камнями и петардами полицейских, стоящих у Шхемских ворот, увлекая их за собой к мечети Аль-Акса, что усугубило конфликт. После этого исполнение решения Верховного суда было отсрочено на 30 дней, поскольку Юридический советник правительства Израиля Авихай Мандельблит стремился снизить напряжённость. |
| 10-21 мая 2021                  | Операция «Страж стен». Кодовое название израильской военной операции в секторе Газа, которая проводилась с 10 по 21 мая 2021 года. |
| 5-7 августа 2022                | Операция «Рассвет». Кодовое название военной операции в секторе Газа, инициированной ЦАХАЛ и начавшейся 5 августа 2022 года. Операция продолжалась 66 часов и была завершена 7 августа после подписания соглашения о прекращении огня. |
| с 7 октября 2023                | Вторжение ХАМАС в Израиль. |